# Allerniederung bei Klein Häuslingen
Die Allerniederung bei Klein Häuslingen ist ein Naturschutzgebiet in der niedersächsischen Gemeinde Häuslingen in der Samtgemeinde Rethem/Aller im Landkreis Heidekreis.

## Allgemeines
Das Naturschutzgebiet mit dem Kennzeichen NSG LÜ 155 ist rund 138 Hektar groß. Es ist zum Teil Bestandteil des FFH-Gebietes „Aller (mit Barnbruch), untere Leine, untere Oker“ und des EU-Vogelschutzgebietes „Untere Allerniederung“. Im Süden grenzt es direkt an das Naturschutzgebiet „Allerschleifen zwischen Wohlendorf und Hülsen“. Das Gebiet steht seit dem 16. Dezember 1987 unter Naturschutz. Zuständige untere Naturschutzbehörde ist der Landkreis Heidekreis.

## Beschreibung
Das Naturschutzgebiet liegt nördlich von Rethem (Aller). Es stellt einen überwiegend als Dauergrünland extensiv genutzten Niederungsbereich der Aller unter Schutz, in dem an mehreren Stellen Stillgewässer zu finden sind. Das Grünland, das bei hohen Wasserständen der Aller überflutet wird, ist von feuchten Senken durchsetzt und teilweise durch Einzelbäume, Baumgruppen und Hecken gegliedert. Entlang des Flussufers sind kleinflächige Laubwaldbestände, Weidengebüsche und Uferstaudenfluren sowie Röhrichte zu finden.